# Grotão do Cabo
O Grotão do Cabo é um curso de água localizado na freguesia de Santo Amaro, concelho da Velas, ilha de São Jorge, arquipélago dos Açores, Portugal.
Este curso de água tem origem a uma cota de cerca de 600 m de altitude nos contrafortes montanhosos da Cordilheira Central da ilha, nas imediações do Cerrado de Baixo.
Procede à drenagem de uma bacia hidrográfica que engloba os contrafortes desta elevação e também dos contrafortes Sul do Pico dos Morgadios.
Este curso de água é afluente da Ribeira do Almeida.